# Controcanzonissima
Controcanzonissima fu una manifestazione musicale svoltosi in due edizioni, nel 1972 e nel 1973, la prima delle quali preceduta da un referendum indetto dal settimanale musicale Ciao 2001 per votare i musicisti italiani preferiti.
Vinsero The Trip, Delirium, Osanna, New Trolls, Le Orme, Premiata Forneria Marconi, Claudio Rocchi e Francesco Guccini, che si esibirono il 28 gennaio 1972 al Piper Club di Roma per circa nove ore.
Nel 1973 ci fu una nuova edizione, con esibizioni svoltesi nell'arco di due giorni: il 14 febbraio furono sul palco il Balletto di Bronzo, Reale Accademia di Musica, Quella Vecchia Locanda, Il Rovescio della Medaglia e Osanna, mentre il 15 febbraio fu la volta di Premiata Forneria Marconi, Garybaldi, Banco del Mutuo Soccorso, The Trip e Circus 2000.